# Patrik Nilsson (bandyspelare)
Patrik Nilsson, född 15 mars 1982, är en svensk bandyspelare som från och med säsongen 2020/2021 spelar för Bollnäs Bandy i svenska Elitserien. Hans moderklubb är Söderfors GoIF. Han har vunnit flera SM-guld i Sandvikens AIK och Hammarby IF och VM-guld med det svenska bandylandslaget.
Den 14 februari 2007 blev Nilsson historisk på hemmaarenan Jernvallen, då han i matchen mot Bollnäs blev den första att göra fler än 64 mål under en säsong inom svenskt seriespel i bandy. Han vann skytteligan i Sveriges högstadivision säsongerna 2006/2007 och 2007/2008, med 70 respektive 94 gjorda mål. Den senare noteringen gäller som rekord fortfarande.
Patrik Nilsson har rollen som anfallare på planen och karaktäriseras av sin fysiska styrka, sitt hårda skott och sin genombrottsförmåga. Den 9 mars 2007 bröts Patrik Nilssons långa svit på 29 matcher med att göra mål i varje. I den matchen, som gällde SM-semifinal nummer tre, förlorade Sandvikens AIK med 2-8. 
Han blev utsedd till årets man två år i rad 2007 och 2008. Han har varit två sejourer i den ryska bandyligan, 2008-2009 i Dynamo Kazan, samt 2012-2013 i Zorkij. I Zorkij blev han den förste svensken i Ryssland att vinna skytteligan genom att göra 57 mål på 32 matcher.
Patrik Nilssons två år yngre bror, Mikael Nilsson spelade också bandy, fast i Vetlanda BK men även i Broberg bandy och Sandvikens AIK.
Den 8 februari 2022 meddelade han att han avslutar bandykarriären efter säsongen 2021–2022.

## Meriter
- SM-guld 2002, 2003 och 2010
- VM-guld 2003, 2009 och 2010
- World Cup-guld 2002, 2009 och 2012 (med tre olika lag)
- Årets man i svensk bandy 2007 och 2008
- Innehavare av målrekordet i svenska Elitserien

## Statistik
| 2004/05 | Sandvikens AIK | Allsvenskan | 24 | 27 | 5  | 32  | 8  | 5  | 1 | 6  | 32 | 38  |
| 2005/06 | Sandvikens AIK | Allsvenskan | 25 | 37 | 4  | 41  | 6  | 9  | 0 | 9  | 31 | 50  |
| 2006/07 | Sandvikens AIK | Allsvenskan | 25 | 70 | 12 | 82  | 7  | 10 | 2 | 12 | 32 | 94  |
| 2007/08 | Sandvikens AIK | Elitserien  | 26 | 94 | 11 | 105 | 7  | 20 | 3 | 23 | 33 | 128 |
| 2008/09 | Dynamo Kazan   | Elitligan   | 26 | 48 | 6  | 54  | -  | -  | - | -  | 26 | 54  |
| 2009/10 | Hammarby       | Elitserien  | 24 | 54 | 10 | 64  | 8  | 12 | 1 | 13 | 32 | 77  |
| 2010/11 | Hammarby       | Elitserien  | 24 | 56 | 10 | 66  | 8  | 11 | 0 | 11 | 32 | 77  |
| 2011/12 | Hammarby       | Elitserien  | 16 | 26 | 3  | 29  | 8  | 9  | 1 | 10 | 24 | 39  |
| 2012/13 | Zorkij         | Elitligan   | 32 | 57 | 8  | 65  | -  | -  | - | -  | 32 | 65  |
| 2013/14 | Hammarby       | Elitserien  | 22 | 39 | 7  | 46  | 7  | 5  | 1 | 6  | 29 | 52  |
| 2014/15 | Sandvikens AIK | Elitserien  | 25 | 61 | 5  | 66  | 6  | 8  | 2 | 10 | 31 | 76  |
| 2015/16 | Sandvikens AIK | Elitserien  | 22 | 18 | 8  | 26  | 10 | 14 | 4 | 18 | 32 | 44  |